# یواس‌اس لنکستر (ای‌کی-۱۹۳)
یواس‌اس لنکستر (ای‌کی-۱۹۳) (به انگلیسی: USS Lancaster (AK-193)) یک کشتی بود که طول آن 388' 8" بود. این کشتی در سال ۱۹۴۴ ساخته شد.